# August Zacke
August Zacke (* 18. Juni 1811 in Erfurt; † 12. Mai 1883 in Tiefthal) war ein deutscher Jurist.

## Leben
August Zacke wurde als Sohn des Landgerichtsrats Michael Zacke geboren. Nach dem Abitur am Gymnasium in Naumburg (Saale) studierte er an den Universitäten Bonn und Berlin Rechtswissenschaften. 1831 wurde er Mitglied des Corps Borussia Bonn. Nach dem Studium schlug er die Richterlaufbahn ein und wurde Appellationsgerichtsrat in Magdeburg. Zacke war der Autor mehrerer juristischer und historischer Schriften.

## Schriften
- Ueber das Todten-Buch des Dominikaner-Klosters und die Prediger-Kirche zu Erfurt, 1861.
- Vaucluse--Avignon, Petrarca--Laura: eine Reiseerinnerung, vorgelesen am 26. April 1864 in der Vespertina zu Magdeburg, 1865.
- Fragstellung und Wahrsprüche in den preussischen Schwurgerichten nach der Verordnung vom 3. Januar 1849 und dem Gesetz vom 3. Mai 1852, 1867.
- Ueber Beschlussfassung in Versammlungen und Collegien, 1867.
- Ueber Sachsenrecht und Schöffenstuhl zu Magdeburg, in: Geschichtsblätter für Stadt und Land Magdeburg, Band 16, 1881, S. 34–62.
- Ehren, Ehrenstrafen, unehrliche Leute im Mittelalter bis zur neuern Zeit mit Beziehung auf Sachsen und Magdeburg, in: Geschichtsblätter für Stadt und Land Magdeburg, Band 17, 1882, S. 339–357.